# ذوات منشأ الحركة
ذوات منشأ الحركة أو المِحْراكات (باللاتينية: Kinetoplastida) طائفة من الأوالي المسوّطة تتميز بوجود منشأ الحركة، وهو عبارة عن حُبَيبة تحوي كتلة من حمض نووي ريبوزي منقوص الأكسجين متوضعة في متقدرة وحيدة ومرتبطة بقاعدة السوط. يشمل هذا الصف مجموعاتٍ حرة المعيشة موجودة في التربة والماء وأخرى تتطفل على طيف واسع من المضيفين من كافة المجموعات الكبرى لحقيقيات النوى، بما فيه على الأوليات والنباتات والزواحف وستة صفوف من الثدييات، وكذلك الحشرات والعناكب. تشمل فصيلة البودونيات مجموعات حرة المعيشة وأخرى طفيلية وحيدة المضيف (ومضيفها الوحيد حيوان لافقاري عادة)، أما فصيلة المثقبيات فجميع أنواعها طفيلية، منها وحيد المضيف ومنها متناوب المضيف.

## معرض صور

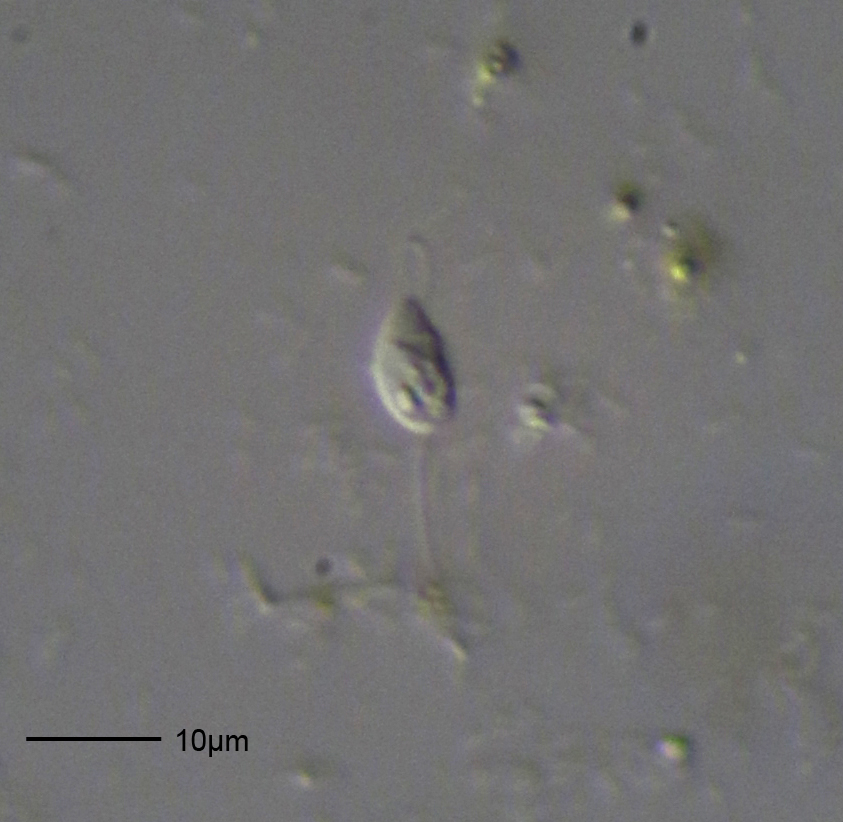
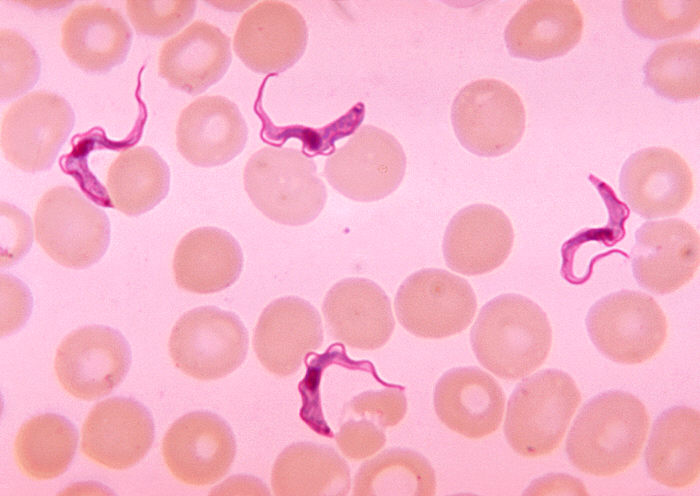
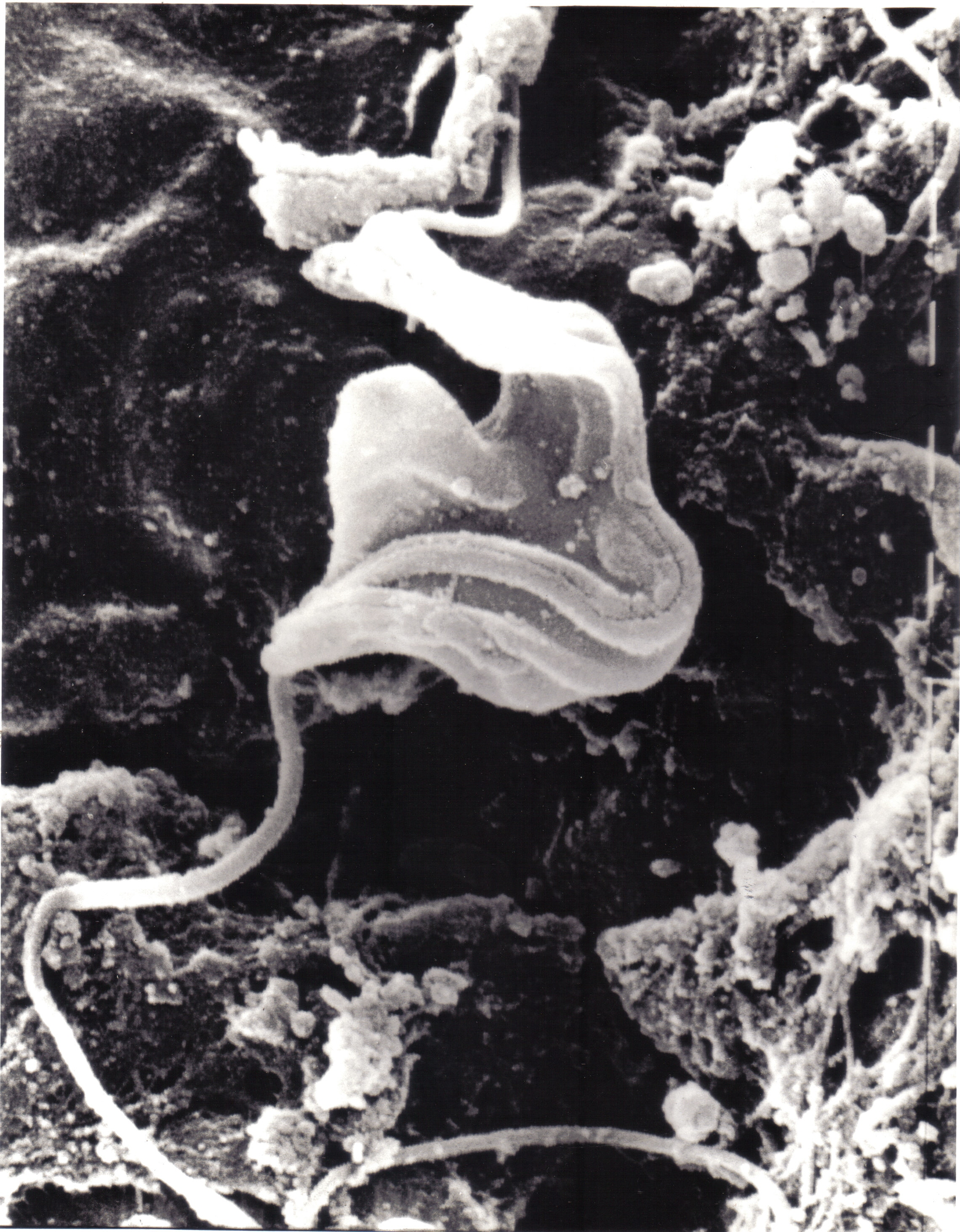